# Яунолайне (остановочный пункт)
Я́унолайне (латыш. Jaunolaine) — остановочный пункт в Олайнском крае Латвии на электрифицированной железнодорожной линии Рига — Елгава.

## История
Остановочный пункт в посёлке Яунолайне был организован для удобства жителей и впервые упоминается в расписании движения поездов в 1983 году. Рядом с остановочным пунктом находится подъездной путь от станции Олайне к Олайнской нефтебазе.

## Галерея
- Билетная касса
- Маневровый локомотив ЧМЭ3-4331 и состав цистерн близ Яунолайне
- Заброшенное строение близ Яунолайне
- Локомотив ТЭП70-0203 со специальным пассажирским составом Рига - Москва (через Елгаву) минует платформу Яунолайне
- Электропоезд ЭР2T-7117 в Яунолайне
- Электропоезд ЭР2T-7115 в Яунолайне